# Vrbovec
Vrbovec  è una città della Croazia di 14 658 abitanti della Regione di Zagabria.